# پراگ ۱۱
پراگ ۱۱ (به لاتین: Prague 11) یک منطقهٔ مسکونی در جمهوری چک است که در پراگ واقع شده‌است. پراگ ۱۱ ۹٫۸۰ کیلومتر مربع مساحت و ۷۸٬۵۱۹ نفر جمعیت دارد.